# Hieracium contii
Hieracium contii es una especie de planta con flor del género Hieracium, de la familia Asteraceae, orden Asterales.

## Distribución
Hieracium contii se distribuye por Italia.

## Taxonomía
Fue descrita científicamente por Gottschl. Fue publicada en Stapfia 89: 120 (2009).